# Adel Chbouki
Adel Chbouki (3 de maio de 1971) é um futebolista profissional marroquino que atua como defensor.

## Carreira
Adel Chbouki representou a Seleção Marroquina de Futebol nas Olimpíadas de 2000.